# Komitat Gemer und Kleinhont
Das Komitat Gömör és Kishont, auch Komitat Gemer und Kleinhont genannt (ungarisch Gömör és Kishont vármegye oder Gömör és Kis-Hont vármegye, slowakisch Gemersko-malohontská župa), war eine Verwaltungseinheit im Norden des Königreichs Ungarn. Verwaltungssitz war zuletzt Rimaszombat.
Das Gebiet liegt fast vollständig in der heutigen Südslowakei, ein kleiner Teil befindet sich im nördlichen Ungarn, der slowakische Name Gemer wird jetzt als inoffizielle Bezeichnung für dieses Gebiet und als offizielle Bezeichnung einer Tourismusregion verwendet.

## Lage

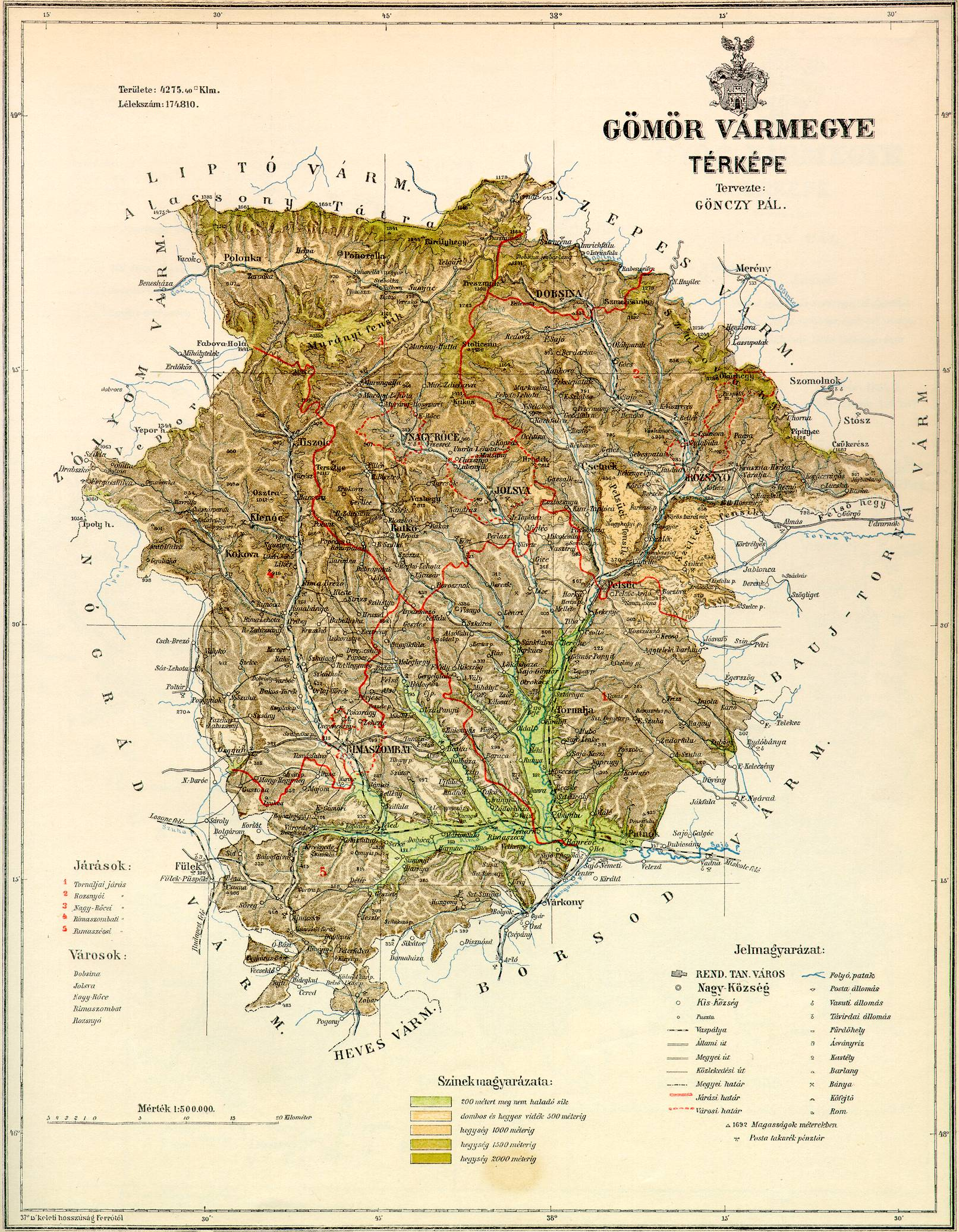
Karte des Komitats Gömör és Kishont um 1890

Das Komitat Gemer und Kleinhont grenzte im Norden an das Komitat Liptau (Liptó), im Nordosten an das Komitat Zips (Szepes), im Osten an das Komitat Abaúj-Torna, im Südwesten an das Komitat Borsod, im Süden auf einem kurzen Abschnitt an das Komitat Heves, im Südwesten an das Komitat Neograd (Nógrád) und im Nordwesten an das Komitat Sohl (Zólyom).
Es lag also im Slowakischen Erzgebirge ungefähr zwischen der heutigen slowakisch-ungarischen Grenze, den Städten Poltár und Rožňava und der Niederen Tatra. Das Gebiet wurde vom Fluss Sajó durchflossen. 1910 gab es im Komitat 188.098 Einwohner auf einer Fläche von 4.278 km².

## Verwaltungssitze
Ursprünglich war der Verwaltungssitz des Komitats Gömör war die Burg Gömör bei Sajógömör (früher dt. auch Gömmersburg, Gemersburg), nördlich von Tornalja und ab dem Beginn des 18. Jahrhunderts der Ort Pelsőc. Während der ersten Vereinigung von  Kleinhont mit Gemer zu Gemer und Kleinhont in den Jahren 1786–1790 war Rimaszombat Verwaltungssitz, dann wieder Pelsőc und seit 1850 dann definitiv Rimaszombat.

## Geschichte
Das Komitat Gömör entstand spätestens Anfang des 12. Jahrhunderts. Vorher war es ein Teil des Komitats Tornau. Dieses Komitat entstand 1802 durch den Zusammenschluss des Komitats Gömör mit dem Komitat Kishont (Kleinhont) zum Komitat Gömör és Kishont vereinigt.
Zwischen 1552 und 1687 war fast das gesamte Gebiet gegenüber dem benachbarten Osmanischen Reich im Süden (im heutigen Ungarn) tributpflichtig und war türkischen Plünderungen ausgesetzt.
In den Jahren 1786–1790 sowie 1802–1918 wurde das Komitat mit dem verhältnismäßig kleinen Gebiet zwischen Tiszolc und Rimaszombat vereinigt, das Kleinhont genannt wurde. Das vereinigte Komitat wurde dann entsprechend Gemer und Kleinhont genannt.
Ende 1918 wurde der größte Teil des Komitats von tschechoslowakischen Truppen besetzt und kam 1920 durch den Vertrag von Trianon zur neu entstandenen Tschechoslowakei. Ein kleiner Teil um den Ort Putnok verblieb bei Ungarn im 1923 neu geschaffenen Komitat Borsod-Gömör-Kishont (heutiger Nachfolger ist Borsod-Abaúj-Zemplén).
Die südliche Hälfte des tschechoslowakischen Teils kam in Folge des Ersten Wiener Schiedsspruchs 1938 erneut zu Ungarn, wo das Komitat Gömör és Kishont wiederhergestellt. In der 1939–1945 unabhängigen Slowakei war der restliche Teil 1940–1945 Bestandteil der Gespanschaft Hron.
Die Grenzen wurden nach dem Ende des Zweiten Weltkriegs 1945 ebenso wie die Tschechoslowakei wiederhergestellt.
Nach der neuerlichen Spaltung der Tschechoslowakei 1993 kam das Gebiet zur eigenständigen Slowakei und liegt heute im Neusohler Landschaftsverband (Banskobystrický kraj) sowie im Kaschauer Landschaftsverband (Košický kraj). Ein kleiner Teil um den Ort Vernár herum liegt im Eperieser Landschaftsverband (Prešovský kraj).
Das Gebiet des Komitats wurde chronologisch wie folgt administrativ eingegliedert:
- 1918–1922: Gemersko-malohontská župa (Gespanschaft Gemer-Kleinhont), CS
- 1923–1928: Zvolenská župa (Gespanschaft (Alt-)Sohl) und Podtatranská župa (Gespanschaft Tatra), CS
- 1928–1939: Slovenská krajina/zem (Slowakisches Land), CS
- 1940–1945: Pohronská župa (Gespanschaft Gran), SK
- 1945–1948: Slovenská krajina (Slowakisches Land), CS
- 1949–1960: Banskobystrický kraj (Neusohler Landschaftsverband) + Košický kraj (Kaschauer Landschaftsverband) – nicht mit den heutigen zu verwechseln, CS
- 1960–1990: Stredoslovenský kraj (Mittelslowakischer Landschaftsverband) + Východoslovenský kraj (Ostslowakischer Landschaftsverband), CS
- seit 1996: Banskobystrický kraj (Neusohler Landschaftsverband) + Prešovský kraj (Eperieser Landschaftsverband) + Košický kraj (Kaschauer Landschaftsverband), SK

## Bezirksunterteilung

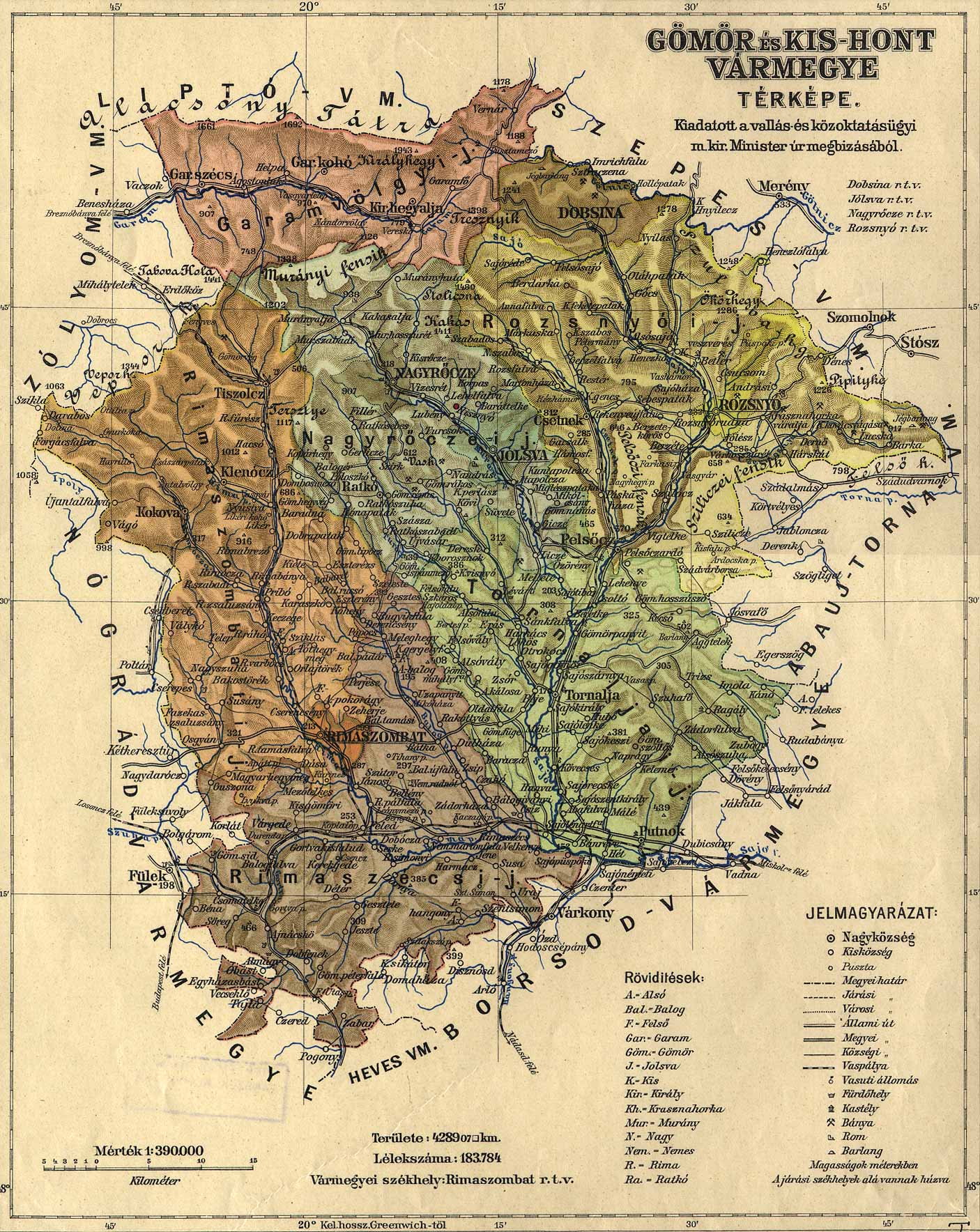
Administrative Karte

Im frühen 20. Jahrhundert bestanden folgende Stuhlbezirke (meist nach dem Namen des Verwaltungssitzes benannt):
| Stuhlbezirke (járások)                   | Stuhlbezirke (járások)      |
| Stuhlbezirk                              | Verwaltungssitz             |
| ---------------------------------------- | --------------------------- |
| Feled (ehemals Rimaszécs/Rimavská Seč)   | Feled, heute Jesenské       |
| Garamvölgy („Grantal“)                   | Nándorvölgy, heute Vaľkovňa |
| Nagyrőce, heute Revúca                   | Jolsva, heute Jelšava       |
| Putnok                                   | Putnok                      |
| Ratkó                                    | Ratkó, heute Ratková        |
| Rimaszombat                              | Nyustya, heute Hnúšťa       |
| Rozsnyó                                  | Rozsnyó, heute Rožňava      |
| Tornalja                                 | Tornalja, heute Tornaľa     |
| Stadtbezirke (rendezett tanácsú városok) |                             |
| Dobsina, heute Dobšiná                   |                             |
| Jolsva, heute Jelšava                    |                             |
| Nagyrőce, heute Revúca                   |                             |
| Rimaszombat, heute Rimavská Sobota       |                             |
| Rozsnyó, heute Rožňava                   |                             |